# Mike Dopud
Pour les articles homonymes, voir Dopud.
Mike Dopud (Michel Dopud), né le 10 juin 1968 à Montréal (Canada), est un acteur, un cascadeur et un athlète canadien. Il est surtout connu pour son rôle du détective Smits dans La Voix des morts et de l’agent Turner dans Alone in the Dark, deux films d’horreur de 2005, pour son rôle de Vic Hadfield dans la mini-série canadienne Canada Russia '72, et pour avoir joué Michael « l’Assassin » dans Rollerball le remake. Il a été proposé pour un Taurus World Stunt Award en 2005 pour son travail dans Tolérance Zéro.

## Biographie
Michel Dopud, naît et grandit à Montréal, et est d’ascendance franco-canado-serbe. Il est le second fils de parents serbes ayant fui la Yougoslavie au début des années 1960. Il parle trois langues couramment (anglais, français, et serbe). Il est marié à une sportive canadienne, Angela Schneider.

### Sport
Il a joué au football américain pour le club universitaire des Salukis (en) de la Southern Illinois University Carbondale à la position de fullback de 1988 à 1991 et a été repêché par les Roughriders de la Saskatchewan de la Ligue canadienne de football en 1991,,, sans toutefois prendre part à aucun match officiel. Il a aussi joué au hockey sur glace.

## Filmographie

### Cinéma

#### En tant qu’acteur
- 1986 : Maximum Overdrive de Stephen King : un jeune garçon (non crédité)
- 1998 : The Alley de Bill Dow : un chauffeur
- 1999 : Tueur pour cible (en) (The Silencer) de Robert Lee : l’agent Danner
- 1999 : Turbulences 2 (Turbulences 2: Fear of Flying) de David Mackay : Petr
- 2000 : Chain of Fools de Pontus Löwenhielm et Patrick von Krusenstjerna : un homme mort
- 2001 : Black Point (en) de David Mackay : Ray
- 2002 : Rollerball de John McTiernan : Michael « l’Assassin »
- 2002 : Ballistic (Ballistic: Ecks vs. Sever) de Wych Kaosayananda : un agent de la DIA
- 2002 : Espion et demi (I Spy) de Betty Thomas : Jim
- 2003 : Le Gardien du manuscrit sacré (Bulletproof Monk) de Paul Hunter : mercenaire no 1 (non crédité)
- 2003 : See Grace Fly (en) de Pete McCormack : Steve
- 2003 : X-Men 2 (X2) de Bryan Singer : l’un des gardiens de la prison de plastique de Magnéto
- 2004 : Tolérance Zéro (Walking Tall) de Kevin Bray : un garde du casino (non crédité)
- 2005 : La Voix des morts (White Noise) de Geoffrey Sax : le détective Smits (VF : Julien Kramer)
- 2005 : Alone in the Dark d’Uwe Boll : l’agent Turner
- 2005 : Un long week-end de Pat Holden : Sergent Mahoney
- 2005 : BloodRayne d’Uwe Boll : Gregor
- 2005 : Chaos de Tony Giglio : Lamar Galt
- 2005 : Battlestar Galactica : Mécanicien Gage du Battlestar Pegasus.
- 2007 : Spider-Man 3 de Sam Raimi : voix de Venom (non crédité)
- 2007 : King Rising, au nom du roi (In the Name of the King: A Dungeon Siege Tale) d’Uwe Boll : le général Backler
- 2007 : Pathfinder (« Le Passeur ») de Marcus Nispel : un poursuivant
- 2007 : 88 Minutes de Jon Avnet : détective
- 2007 : Shooter, tireur d'élite (Shooter) d’Antoine Fuqua : mercenaire en chef
- 2007 : Postal d’Uwe Boll : agent de sécurité no 2
- 2008 : Far Cry d’Uwe Boll : le sergent Ryder
- 2009 : X-Men Origins: Wolverine de Gavin Hood : officier no 1 de l’armée viêt-namienne
- 2011 : La Planète des singes : Les Origines (Rise of the Planet of the Apes) de Rupert Wyatt : Northside Officer
- 2011 : Destination finale 5 (Final Destination 5) de Steven Quale : le chef cuisinier
- 2012 : Target de McG : Ivan
- 2012 : Halo 4 : L'Aube de l'espérance : général Black
- 2012 : Battlestar Galactica: Blood and Chrome : capitaine Deke Tornvald
- 2013 : Killers Game (The Package) : Julio
- 2013 : Man of Steel de Zack Snyder : un pilote de l'armée canadienne
- 2013 : Assaut sur Wall Street de Uwe Boll : Tom Allgard
- 2014 : Rampage 2 : Mark
- 2016 : Deadly Voltage : Jamie
- 2016 : Virtual Revolution de Guy-Roger Duvert : Nash
- 2017 : I Will Crush You & Go To Hell de Fabio Soares : Officer Kurt M. Mitchell
- 2018 : Deadpool 2 de David Leitch : gardien de prison
- 2020 : Grace Tanner, seule face à son mari (Sleeping with Danger) de David Weaver (téléfilm) : Julien
- 2022 : Violent Night de Tommy Wirkola : commandant Thorpe

#### En tant que cascadeur
- 1997 : Mr. Magoo de Stanley Tong
- 1998 : Un cri dans l'océan (Deep Rising) de Stephen Sommers
- 2003 : X-Men 2 (X2) de Bryan Singer
- 2004 : I, Robot de Alex Proyas
- 2005 : Les Quatre Fantastiques (Fantastic Four) de Tim Story
- 2006 : La Nuit au musée (Night at the Museum) de Shawn Levy
- 2006 : X-Men : L'Affrontement final (X-Men: The Last Stand) de Brett Ratner
- 2007 : 300 de Zack Snyder
- 2007 : Les Quatre Fantastiques et le Surfer d'argent (Fantastic Four: Rise of the Silver Surfer) de Tim Story
- 2008 : Le Jour où la Terre s’arrêta (The Day the Earth Stood Still) de Scott Derrickson
- 2009 : La Nuit au musée 2 (Night at the Museum 2: Battle of the Smithsonian) de Shawn Levy
- 2009 : Watchmen : Les Gardiens (Watchmen) de Zack Snyder
- 2011 : Tron : L'Héritage (Tron: Legacy) de Joseph Kosinski

### Vidéofilms
- 1999 : The Guardian : un motard
- 2000 : We All Fall Down : le cousin de Tracey
- 2001 : Turbulence 3 (Turbulence 3: Heavy Metal): Dave Barrett
- 2005 : After Tomorrow : Ray
- 2005 : Le Deal (The Deal) : Theo Gorbov
- 2005 : Péril en altitude (Sub Zero) : Dr Petrov Jenko
- 2006 : Hollow Man 2 : l’officier Chesley
- 2007 : Seed : Flynn Dowers
- 2007 : BloodRayne 2: Deliverance : Flintlock Hogan
- 2008 : Les Copains des neiges (Snow Buddies) : Joe Bilson
- 2008 : Darkness Waits : voix du flic no 2
- 2009 : Le Prix du sang (Driven to Kill) : Boris
- 2009 : The King of Fighters : un agent de la CIA
- 2010 : Un homme dangereux : Clark
- 2010 : Altitude : le Colonel

### Téléfilms
- 1998 : Futuresport de Ernest R. Dickerson : Game Blader
- 1999 : As Time Runs Out de Jerry London : Motorcycle Cop
- 2000 : Cliché fatal (Shutterspeed) de Mark Sobel : Amani
- 2002 : Héros solitaire (Lone Hero) de Ken Sanzel : Trooper
- 2002 : La plus haute cible (First Shot) de Armand Mastroianni : Kingsley
- 2004 : Traque en haute montagne (Snowman's Pass) de Rex Piano : Hugo
- 2006 : Kraken : Le Monstre des profondeurs (Kraken: Tentacles of the Deep) de Tibor Takács : David Reiter
- 2006 : Deux femmes en danger (Trapped!) de Rex Piano : Ivan
- 2008 : L'As de cœur (Ace of Hearts) : Mickey Torko
- 2008 : Voyage au centre de la terre (Journey to the Center of the Earth) de T.J. Scott : Sergei Petkov
- 2011 : Esprit maternel (Possessing Piper Rose) de Kevin Fair : un homme
- 2012 : Insoupçonnable (The Hunt for the I-5 Killer) de Allan Kroeker : Clay Mackey
- 2012 : Battlestar Galactica: Blood & Chrome de Jonas Pate : Deke Tornvald
- 2013 : Tasmanian Devils de Zach Lipovsky : Anderson
- 2013 : L'Ombre du harcèlement (Stalkers) de Mark Tonderai : Box Whitman
- 2014 : Dernier Noël avant l'Apocalypse (Christmas Icetastrophe) de Jonathan Winfrey : Ben Crooge
- 2015 : Cocked de Jordan Vogt-Roberts : Rayburn Spokesman
- 2015 : Une enfance volée (Stolen Dreams) de Jason Bourque : Richard Paddington
- 2015 : Les meurtres des escaliers (Love You to Death) de Brian Skiba : Peter
- 2015 : L'intuition d'une mère (Her Own Justice) de Jason Bourque : Détective Coyle
- 2015 : La Trêve de Noël (Christmas Truce) de Brian Skiba : Dubois
- 2015 : Exit Strategy de Antoine Fuqua : Nikola
- 2016 : Un coach pour la Saint-Valentin (All Things Valentine) de Gary Harvey : Reed
- 2018 : Les Noëls de ma vie (Every Day Is Christmas) de David Weaver : Marc
- 2019 : Un duo magique pour Noël (A Christmas Duet) de Catherine Cyran : Dan
- 2021 : Mariés à Noël : Tom Taylor

### Séries télévisées
- 2000 : Stargate SG-1 : garde d'Anubis  (dans l'épisode 22 de la saison 5 Révélations)
- 2005 : Stargate SG-1 : colonel Chernovshev (dans l’épisode 14 de la huitième saison : Alerte maximum)
- 2006 : Stargate Atlantis : garde Genii (dans l'épisode 17 de la deuxième saison : Coup d'état)
- 2006 : Canada Russia '72 (en) : Vic Hadfield
- 2006-2009 : Smallville : George, le garde du corps de Tess Mercer[7] (dans 10 épisodes)
- 2007 : Kaya (en) : Don, le père de Kaya
- 2007 : Stargate SG-1 : Odai Ventrell (dans l’épisode 15 de la dixième saison : Morts ou vifs)
- 2008 : Stargate Atlantis : Kiryk le Runner (dans l'épisode 9 de la cinquième saison : Jeu de piste)
- 2009 : Battlestar Galactica : spécialiste gage sur le Battlestar Pegasus (dans 4 épisodes)
- 2009 : Supernatural : Jim Jenkins (dans l’épisode 15 de la quatrième saison : De l’autre côté)
- 2009 : Durham County : Glen Stuckey (dans les 6 épisodes de la deuxième saison)
- 2010 : Human Target : La Cible : Mr Chicago (dans l’épisode 3 de la seconde saison : « Dernier recours »)
- 2010-2011 : Stargate Universe : Varro, officier de l’Alliance luxienne (dans 15 épisodes)
- 2011 : Blue Montain State: Fin (Saison 3 Episode 5)
- 2012 : Continuum : Stefan Jaworski
- 2012 : Warehouse 13 : Mike Madden (dans l’épisode 5 de la quatrième saison : « Souffrir n’est pas jouer »)
- 2012 : Grimm : un smilodon (saison 2 épisode 2)
- 2013 : Mistresses : Olivier Dubois (saison 1)
- 2016 : Dark Matter : Arax
- 2016 : Arrow : Victor (saison 5)
- 2017 : iZombie : Garde de Vivian Stoll (saison 3)
- depuis 2017 : Power : Jason Micic
- 2018 : Les 100 : Vinson (Saison 5)
- 2020 : The Twilight Zone : La quatrième dimension (saison 2, épisode 1)
- 2022 : Respirer (Saison 1, épisode 1)

## Jeux vidéo
- 1993 : Doom : Doomguy (grognements et cris)
- 1994 : Doom II: Hell on Earth : Doomguy (grognements et cris)
- 1996 : Final Doom : Doomguy (grognements et cris)
- 1999 : Dino Crisis : cris du pilote (non crédité)
- 2000 : Hitman : Tueur à gages (Hitman: Codename 47) : voix additionnelles (non crédité)
- 2000 : Spider-Man : plusieurs voix (non crédité)
- 2000 : Project I.G.I. (Project IGI: I’m Going In) : cris du voyou et du soldat dans le tank
- 2000 : Dino Crisis 2 : soldat du TRAT parlant à un autre soldat, cris de soldats
- 2001 : Spider-Man 2 : La Revanche d'Electro (Spider-Man 2: Enter Electro) : rire du scarabée
- 2001 : Twisted Metal: Black : cris
- 2001 : Spider-Man: Mysterio's Menace : cris
- 2004 : Crisis Zone : version Tiger-Arcade / voix additionnelles (version console) (non crédité)
- 2005 : Twisted Metal: Head-On : cris (non crédité)
- 2006 : Hitman: Blood Money : voix additionnelles (non crédité)
- 2006 : 24 Heures chrono, le jeu (24: The Game) : voix additionnelles